# No Goodbyes (Hall & Oates)
No Goodbyes è un album raccolta del duo Hall & Oates, pubblicato nel 1977.
È una compilation pubblicata dalla Atlantic Records di brani usciti prima della firma del contratto di Hall & Oates con la RCA Records, e include tre brani inediti.

## Tracce
1. It's Uncanny* - 3:43
2. I Want to Know You for a Long Time* - 3:17
3. Can't Stop the Music (He Played it Much Too Long) - 2:49
4. Love You Like a Brother* - 3:20
5. Las Vegas Turnaround (the Stewardess Song) - 2:57
6. She's Gone - 5:15
7. Lilly (Are You Happy) - 4:10
8. When the Morning Comes - 3:12
9. Beanie G. and the Rose Tattoo - 3:00
10. 70's Scenario - 3:57

* = traccia inedita